# Parco naturale regionale dei Boschi di Carrega
Il parco naturale regionale dei Boschi di Carrega è un'area naturale protetta situata in provincia di Parma.
Il parco copre una superficie di circa 2600 ettari. Al suo interno un'area di 1283 ettari è classificata come sito di interesse comunitario denominato Boschi di Carrega (IT4020001).

## Territorio
È stato il primo parco regionale istituito, nel 1982, dalla Regione Emilia-Romagna.
Si estende su un'area di 1.270 ettari sui terrazzi fluviali tra il Taro e il Baganza, nei comuni di Collecchio e Sala Baganza. Comprendendo circa 1.600 ettari di area contigua (preparco), quasi totalmente in territorio del comune di Sala Baganza, la superficie supera i 2.800 ettari. La sede amministrativa del parco si trova nel Centro Parco Casinetto a Sala Baganza. È gestito dall'Ente di Gestione per i Parchi e la Biodiversità Emilia Occidentale (Parchi del Ducato).

## Flora

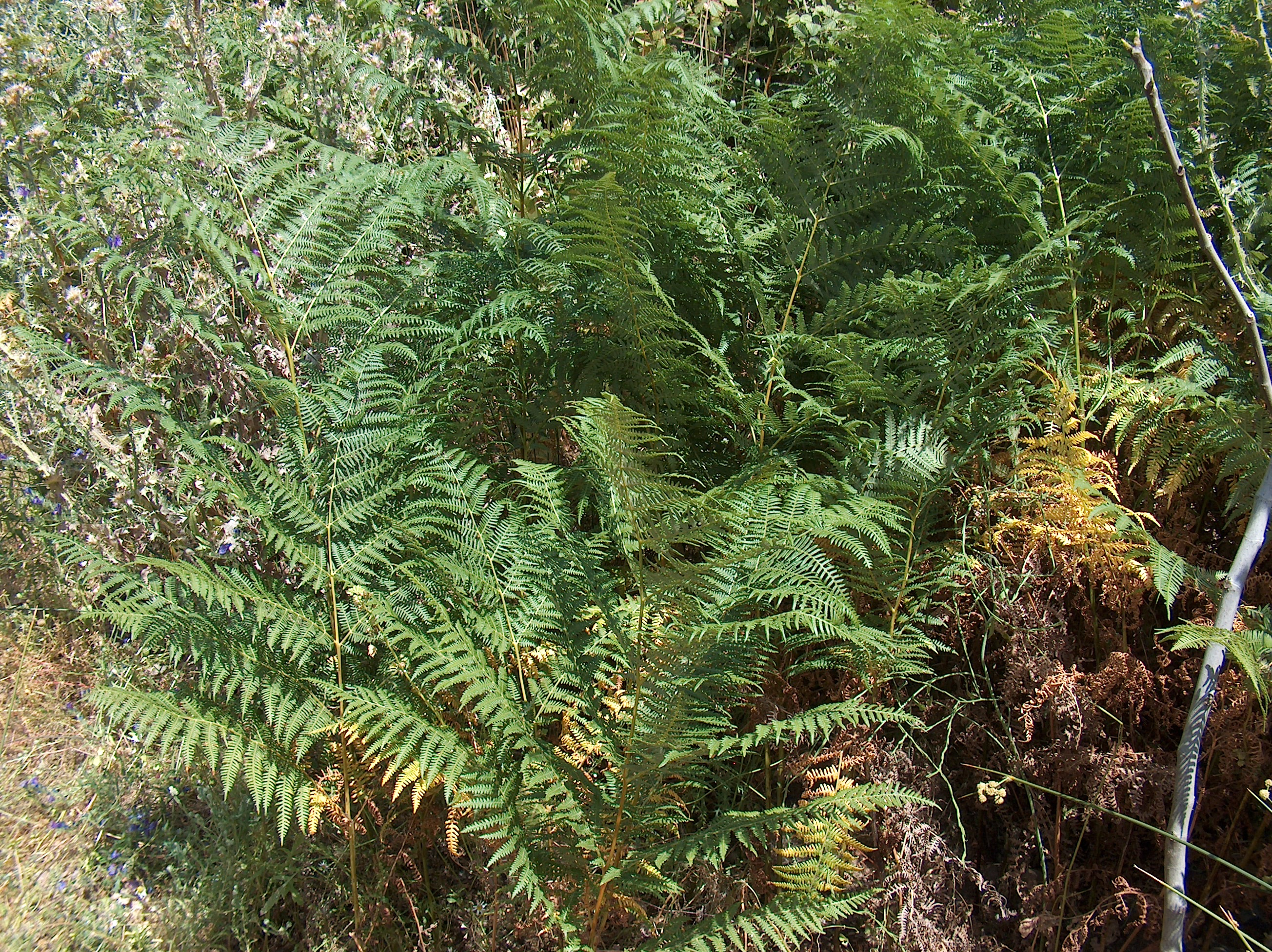
Cespi di felce aquilina

Oltre la metà degli oltre mille ettari del parco è ricoperta da boschi, spesso fiancheggiati da lunghe siepi. Buona parte delle specie è costituita da castagni e da faggi impiantati nei primi decenni del secolo scorso. Tra gli altri alberi sono frequenti l'orniello, la robinia e l'acero campestre. Tra gli arbusti predominano i cespi della felce aquilina. La restante copertura forestale è formata da querceti alternati da conifere e altre latifoglie. Sono presenti anche alcuni esemplari di piante esotiche, tra cui il cedro del Libano, l'abete bianco americano e la sequoia.
Sono state rilevate oltre 400 specie di funghi. La stagione più adatta per la loro crescita è la tarda estate e l'autunno, ma anche in primavera si possono trovare la spugnola grigia e la vescia gemmata, nonché il pregiato prugnolo. Sui castagni è tipica la formazione della lingua di bue. Le aree erbose sono adatte soprattutto alla crescita del prataiolo comune e della mazza di tamburo.

## Fauna

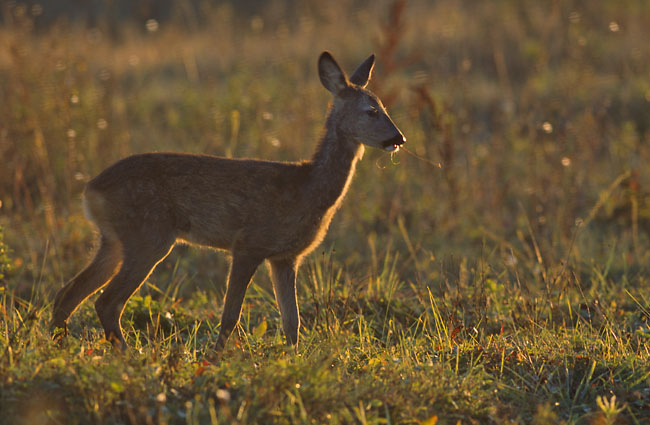
Un capriolo dei Boschi di Carrega

Il capriolo (Capreolus capreolus) è senza dubbio l'animale più rappresentativo del parco. Si trova libero in tutta l'area protetta. È presente da una ventina d'anni in alcune aree anche il cinghiale.
Tra i mammiferi sono presenti anche l'arvicola, il riccio, il moscardino, il toporagno, lo scoiattolo e la lepre. Tra i carnivori la volpe, il tasso, la faina, porcospino e la donnola.
L'avifauna è molto diversificata, comprendendo circa 70 specie presenti regolarmente nel corso dell'anno. Tra queste il picchio verde, il picchio rosso maggiore, la cinciallegra, il picchio muratore, il codirosso, la ghiandaia, il pettirosso, l'usignolo e il verdone. Tra i rapaci lo sparviere, il gufo, l'assiolo e la civetta.
Alcune specie acquatiche vanno e vengono dal vicino Parco Regionale Fluviale del Taro, come la garzetta, la nitticora, l'airone cinerino e varie specie di anatre.
Tra gli anfibi sono comuni il rospo comune, la rana verde, la raganella e il tritone crestato; meno frequenti il rospo smeraldino, l'ululone dal ventre giallo e la salamandra pezzata. Tra i rettili è frequente la testuggine palustre, che abita i laghi (in particolare il lago delle Navette e della Svizzera) e le pozze. Presenti anche l'orbettino, il biacco, il saettone e la biscia dal collare. Segnalati sporadicamente anche la vipera comune e il colubro liscio.

## Punti di interesse

### Casino dei Boschi

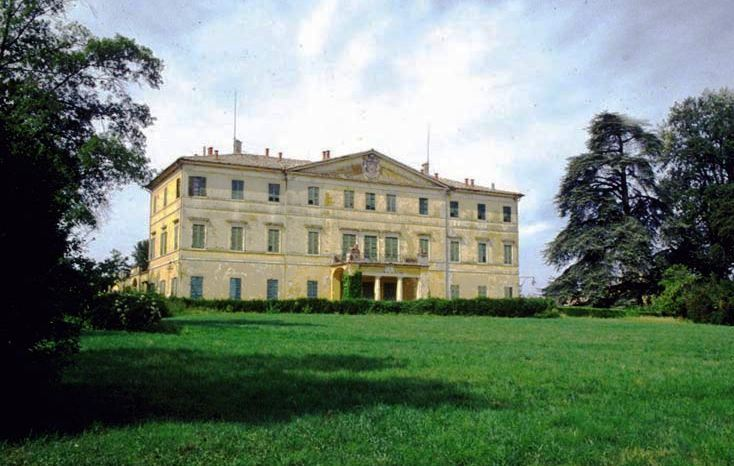
Il Casino dei Boschi

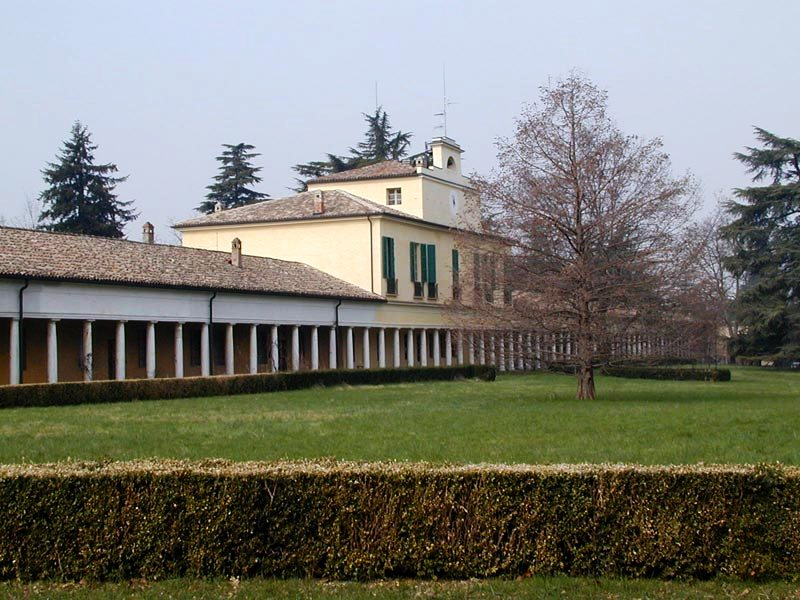
Il Casinetto dei Boschi

Il Casino dei Boschi è un edificio fatto costruire dalla duchessa Maria Amalia di Borbone tra il 1775 e il 1789. Fu progettato dall'architetto francese Petitot su un preesistente chalet di caccia. Nel 1819 fu acquistato da Maria Luisa d'Austria, che incaricò l'architetto Nicola Bettoli di ristrutturare l'edificio secondo lo stile neoclassico. Aggiunse un lunghissimo colonnato con al centro il Casinetto, un edificio con orologio e torre campanaria, che ospitava il teatrino di corte. La duchessa incaricò il giardiniere Carlo Barvitius, proveniente dalla corte degli Asburgo, di impiantare un elegante giardino all'inglese.

Nel 1870 il Casino dei Boschi e il parco circostante, che erano di proprietà del demanio nazionale del Regno d'Italia, furono ceduti all'ingegnere Grattoni; dopo la sua morte, nel 1881, vennero acquistati dagli attuali proprietari, i principi Carrega di Lucedio. Il parco, grazie ad una convenzione coi proprietari, è accessibile al pubblico, mentre l'interno della villa non è visitabile.

### Villa del Ferlaro

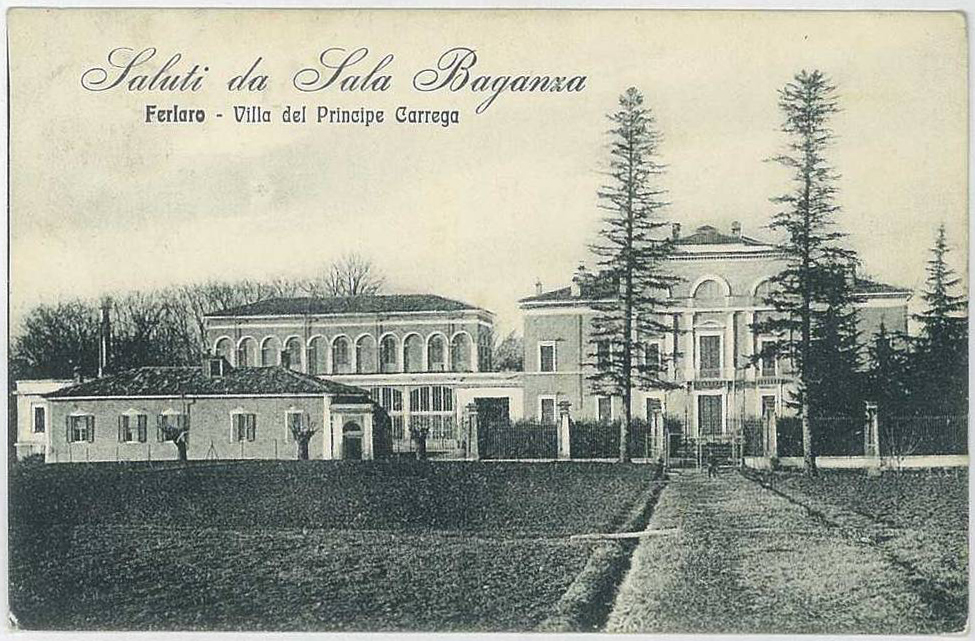
La villa del Ferlaro in una cartolina d'epoca

La villa del Ferlaro venne fatta costruire dalla duchessa Maria Luisa d'Austria su un preesistente edificio, il Casinetto Fedolfi, per destinarla a residenza estiva dei suoi figli. L'architetto Paolo Gazola, incaricato dei lavori, apportò diversi ampliamenti rifacentesi a schemi provenienti dal Palladio. Si trova a poca distanza dal Casino dei Boschi ed è circondata da un parco all'inglese ricco di piante esotiche e conifere secolari. La residenza è attualmente di proprietà privata e non è visitabile all'interno. L'ente parco organizza invece escursioni in carrozza per gruppi organizzati nell'area circostante.

### Chiesa di San Biagio

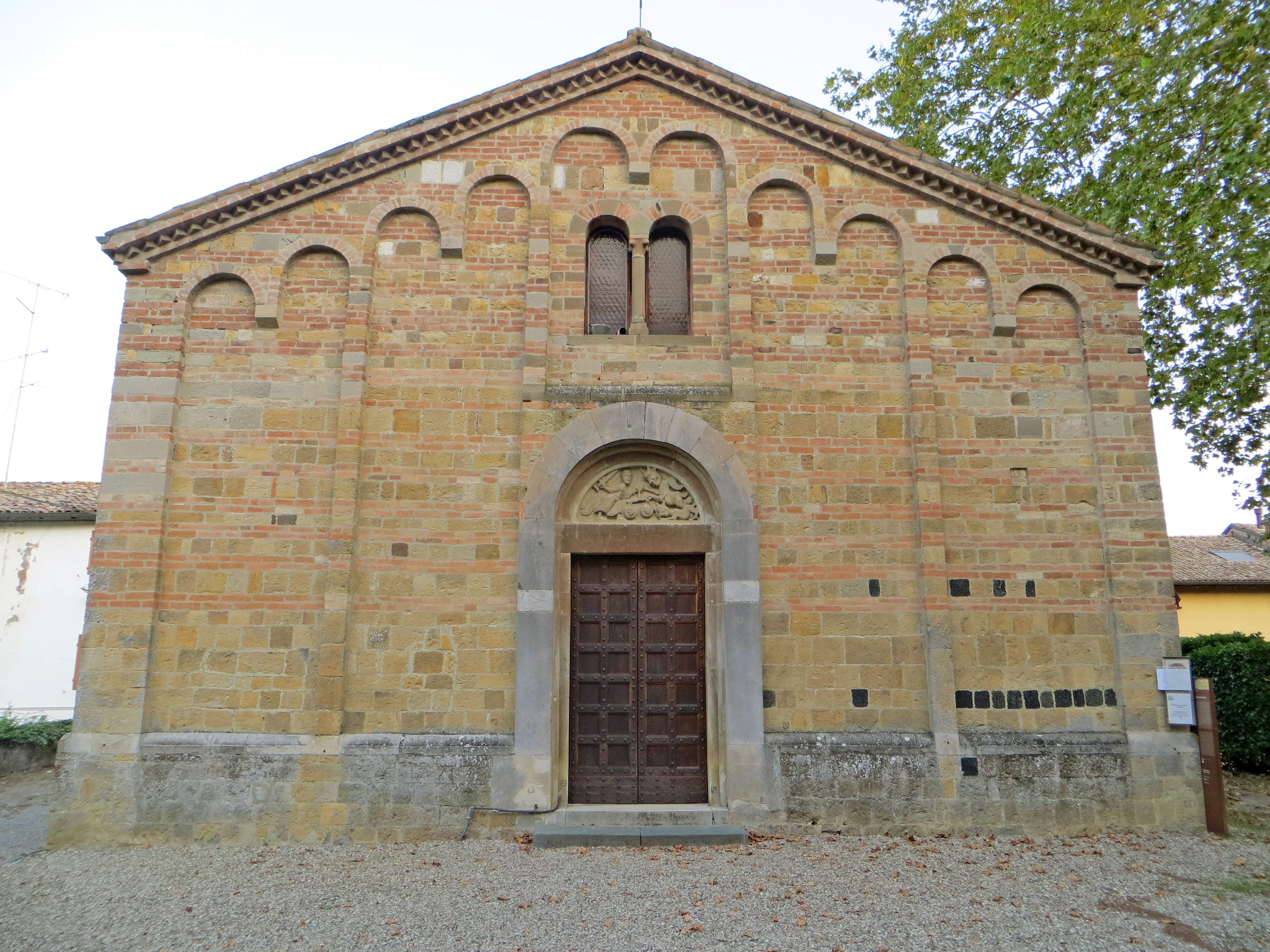
La chiesa di Talignano

La chiesa di San Biagio si trova a Talignano, sulla dorsale che separa la valle del fiume Taro da quella del torrente Scodogna. È un tipico esempio di architettura romanica, risalente al XIII secolo. La facciata è arricchita da un bassorilievo attribuito all'Antelami; vi è raffigurato san Michele in lotta contro Satana per le anime dei defunti. La chiesa è dedicata a san Biagio vescovo e martire. Si trova lungo l'itinerario della famosa via Romea, percorsa durante il Medioevo dai pellegrini per raggiungere Roma dal nord'Italia e anche dal nord-Europa.

### Bosco della Capannella
Il bosco della Capannella è una suggestiva zona del parco che costeggia la strada comunale che collega Sala Baganza a Collecchio, detta "strada del Conventino".  Predominano nel bosco i cerri e i castagni, con larghe spianate prative. Al centro del bosco si trova un casotto detto “la Capannella”, che era usato come capanno di caccia fino ai primi decenni del Novecento. È un itinerario tra i più frequentati dai visitatori sia a piedi che in bicicletta o a cavallo.
Nel parco si trovano numerosi laghi e laghetti. I principali sono il lago della Vigna (ca. 18.000 m2), il lago della Svizzera, il lago della Grotta, il lago della Navetta, il lago dei Pini e il lago Ponte Verde.

## Punti informativi e strutture gestionali
- Centro parco "Renzo Levati" - È un punto di accoglienza per i visitatori, raggiungibile da Sala Baganza, via Olma, o da Talignano. Ha sede in un vecchio rustico ristrutturato, un tempo tipico insediamento contadino ottocentesco. È sede degli uffici della vigilanza e del servizio faunistico. Indirizzo: via Olma, 3 - 43038 Sala Baganza.
- Centro parco "Casinetto"- Situato sul prolungamento del Casino dei Boschi, in via Olma, 2. È punto informativo e sede operativa del parco. Venne acquistato nel 1994 dall'ente parco dai principi Carrega grazie ad un finanziamento regionale. È dotato di una sala convegni, di una mostra micologica permanente, e di una xiloteca donata dalla famiglia Carrega ed è il fulcro del "Museo dei Boschi e del Territorio". Il centro visite è aperto gratuitamente sabato e domenica pomeriggio.
- Vivaio forestale "Scodogna"  - Si estende per circa 17 ettari in località Pontescodogna (comune di Collecchio). Vi vengono coltivati alberi ed arbusti destinati all'introduzione nel parco e alla vendita. Negli ultimi anni è diventato anche un'importante sede di attività di educazione ambientale che l'ente parco organizza per adulti e per le scuole. Un sentiero percorribile con guide del parco lo collega alle colline circostanti e alle aziende agricole di Talignano.

## Organi di vigilanza
Attraverso una convenzione con l'Ente dei Parchi della regione Emilia-Romagna e la provincia di Parma, il servizio di vigilanza interna ai boschi, è svolto dal Corpo delle guardie ecologiche volontarie giurate della provincia. Abilitate al servizio di polizia amministrativa, possono elevare sanzioni amministrative in caso di trasgressione del regolamento interno al parco.

## Galleria d'immagini

Il lago della Svizzera
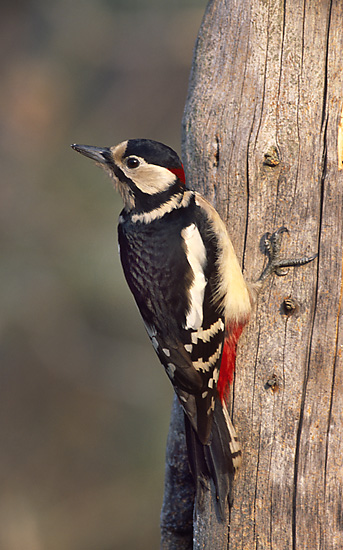
Picchio rosso maggiore (Dendrocopos major)
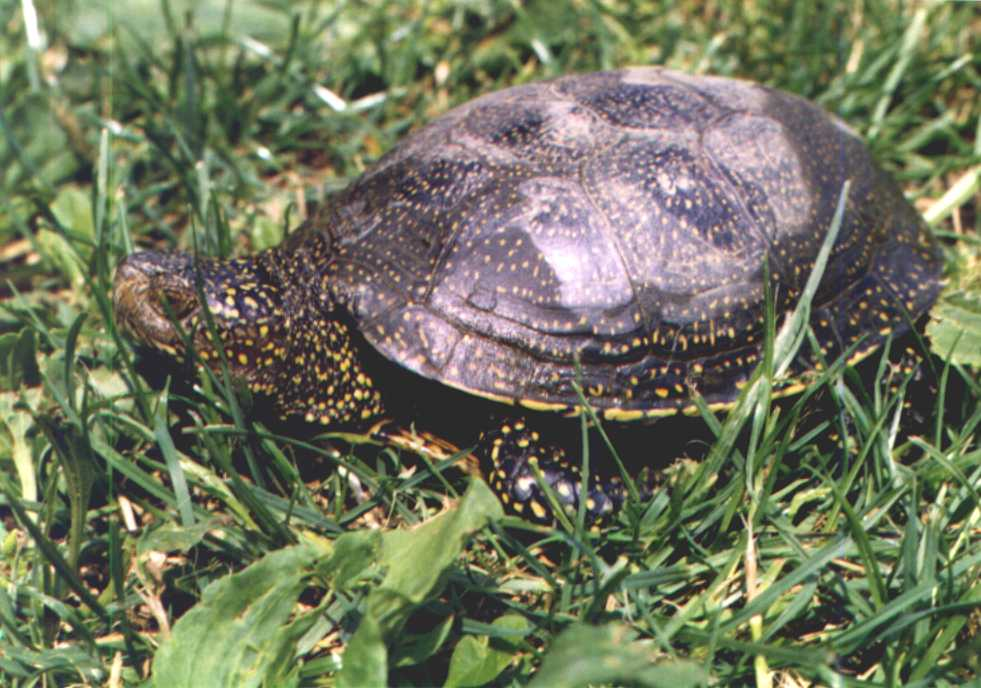
Testuggine palustre (Emys orbicularis)
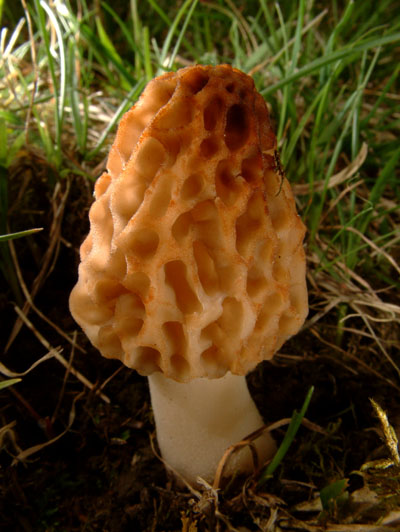
Spugnola grigia (Morchella esculenta)
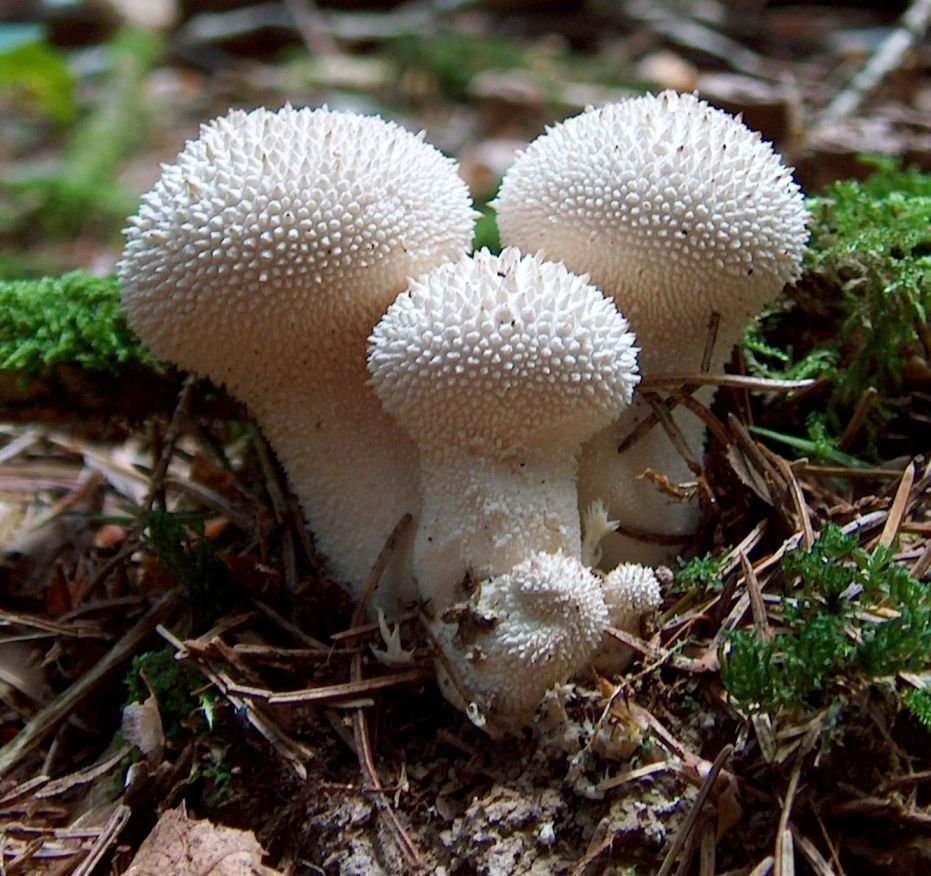
Vescia gemmata (Lycoperdon perlata)
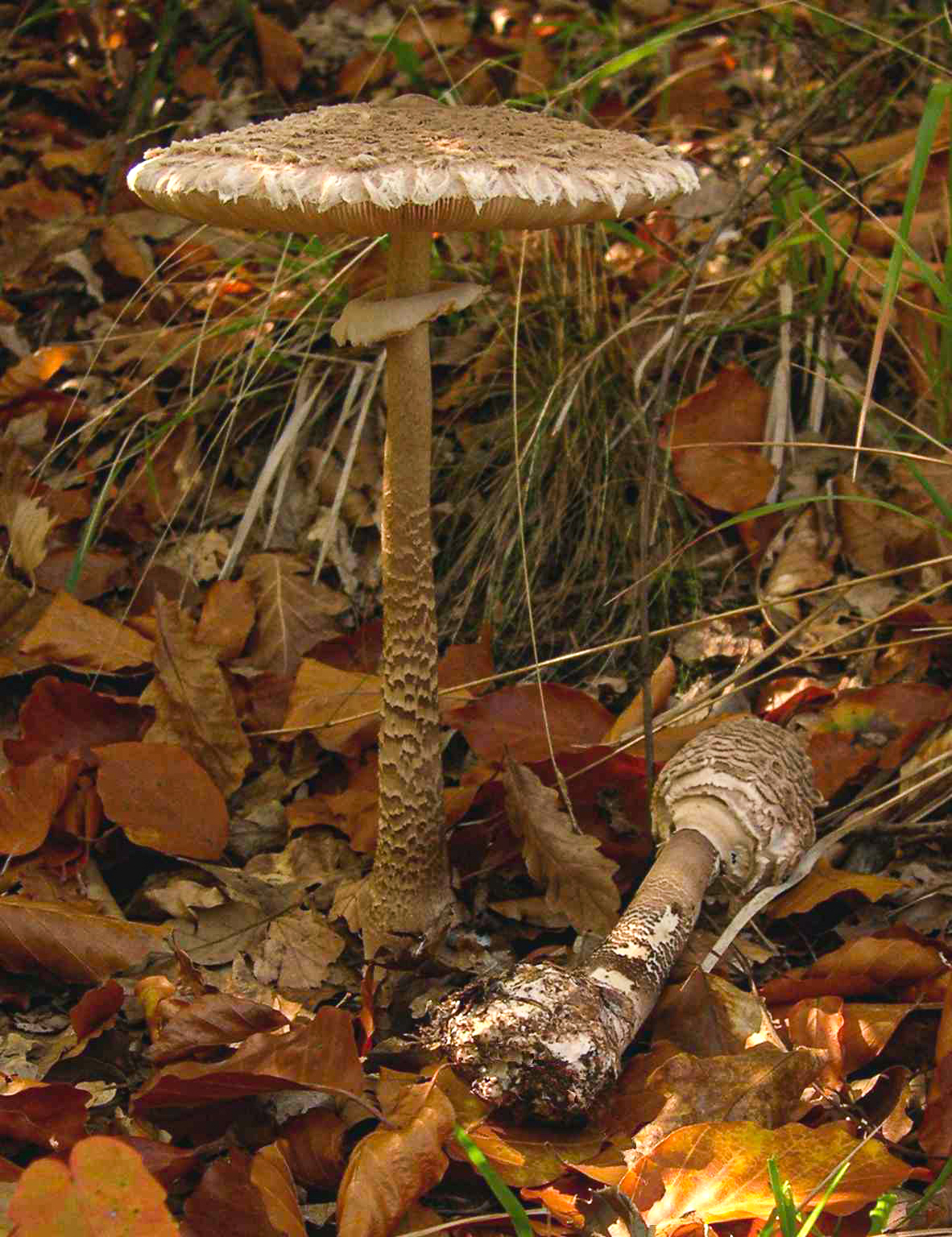
Mazza di tamburo (Macrolepiota procera)
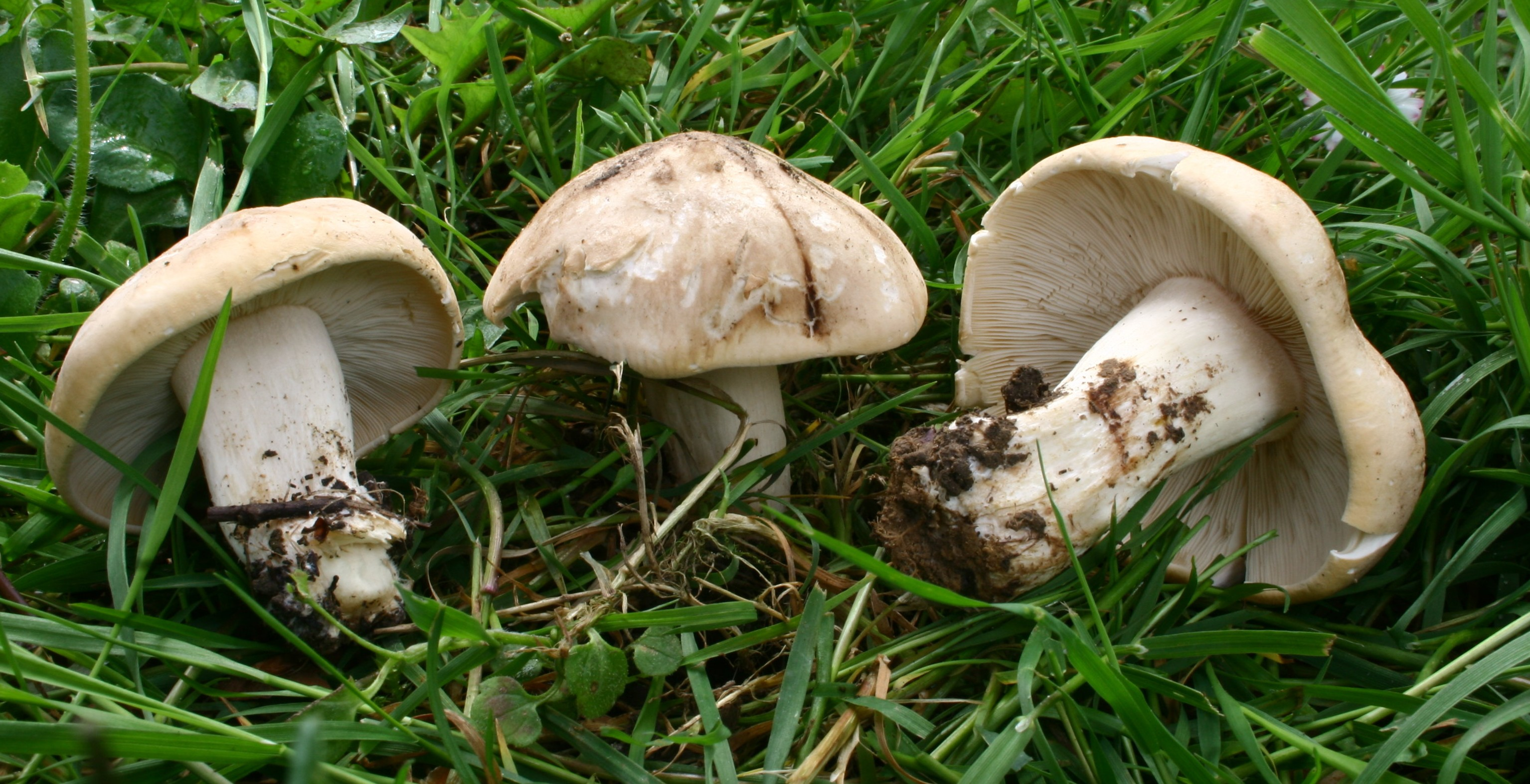
Prugnolo (Calocybe gambosa)